# Giulia Ammannati
Giulia Venturi degli Ammannati ou encore Giulia Ammannati di Villa Basilica di Pescia, (Villa Basilica, 1538 - Florence, août 1620) est la mère de Galilée.

## Biographie
Giulia Ammannati est née en  1538 dans le petit bourg Villa Basilica, près de Lucques. Elle est issue d'une famille d'artisans originaires de la région de Pistoia qui se sont transférés d'abord à Pise (1536) puis dans la région de Lucques où son père exerçait le commerce du bois. Giulia est la cadette de cinq enfants, quatre filles et un frère (Leone).
Promise comme épouse à Vincenzo Galilei, les chroniques de l'époque racontent que c'est son frère Leone qui l'a conduite à l'autel et qui s'est occupé de sa dot (100 écus d'or ainsi que la garantie d'un an de loyer) à la suite de la mort du père advenue quelques jours avant les noces.
En 1574 Giulia et son mari déménagent à Florence avec leurs six enfants dont l'aîné, Galileo. À la mort de Vincenzo (1591), Galileo assume donc la responsabilité familiale et assure leur maintien grâce à son salaire de professeur de mathématiques à l’Université de Pise.
Une lettre révèle les difficultés rencontrées lors de la maladie de sa mère « gravissima infermità, et quasi che mortale ») (grave infirmité, presque mortelle), et comment Galileo dut renoncer à donner divers cours universitaires.
Quelques lettres de Giulia Ammanati, adressées à Galileo pendant la période pendant laquelle ce dernier vivait à Padoue, nous sont parvenues. Elle y mentionne les dettes contractées pour la dot de sa fille et reproche à son fils la non-réponse à son courrier.
De temps en temps Giulia Ammanati rendait visite à son fils à Padoue, ce dernier ne les appréciait pas particulièrement à cause du caractère difficile de sa mère.
Le caractère austère et religieux de Giulia Ammannati a été évoqué en témoignage au procès intenté à Galilée par l'Inquisition, à la suite de la dénonciation faite en 1604 par Pagnoni, collaborateur du savant qui cita les paroles de Giulia envers son fils « Ho ben inteso da sua madre che lui mai si confessa e si comunica » (J'ai bien entendu sa mère dire que lui [Galilée] jamais ne se communie ni se confesse).
En 1609, après un voyage à Padoue, Giulia retourne à Florence, emportant avec elle la première fille de Galilée, Virginia Galilei, dont elle s'occupe jusqu'au retour de celui-ci à Florence (1610). En effet, Galilée ne prenait pas particulièrement soin de sa fille (qui par contre lui était très attachée) et dont il n'a jamais reconnu officiellement la paternité.
Giulia Ammannati est morte au mois d'août 1620 et est enterrée en l'église Santa Maria del Carmine, Oltrarno à Florence.

## Prix Giulia Ammannati
À partir de 2006 le Festival Nazionale di Cinema Teatro e Televisione de Villa Basilica a instauré le prix Giulia Ammannati ainsi que des mentions spéciales aux personnages qui se distinguent dans les arts du spectacle et de la communication.

## Maison natale de  Galileo Galilei
La maison natale de Galilée appartenait à la famille de sa mère et était appelée casa Ammannati 
Giulia Ammannati di Villa Basilica di Pescia, acheta la maison à Pise avec la dot de 100 écus d'or reçue de son frère Léone au moment de son mariage avec  Vincenzo Galilei, musicien, père de Galilée.

## Source de la traduction
- (it) Cet article est partiellement ou en totalité issu de l’article de Wikipédia en italien intitulé « Giulia Ammannati » (voir la liste des auteurs).